# Ramón Blanco y Erenas

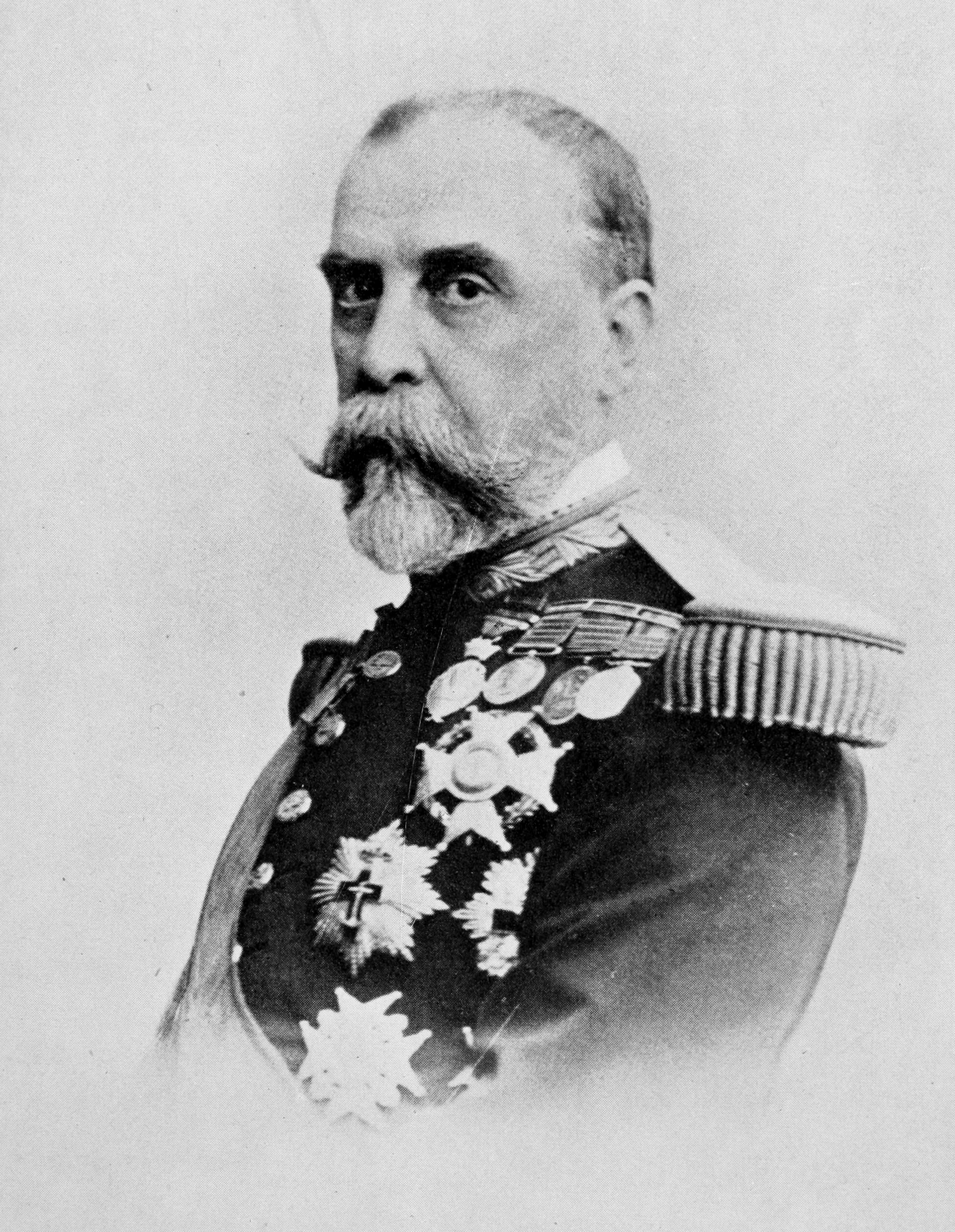
Ramón Blanco y Erenas

Ramón Blanco Erenas Riera y Polo, 1º Marquês de Peña Plata (15 de setembro de 1833 - 4 de abril de 1906) foi um brigadeiro espanhol e administrador colonial.

## Vida
Nascido em San Sebastián, foi enviado ao Caribe em 1858 e governou Cuba e Santo Domingo. Em 1861, ele voltou para a Espanha, mas foi enviado para as Filipinas (1866–1871).
Depois, voltou para a Espanha e serviu na Terceira Guerra Carlista, onde alcançou o posto de brigadeiro. Ele serviu como capitão-geral de Navarra após participar da ofensiva de 1876 no vale de Baztan; ele adquiriu seu marquesado durante este tempo. Ele foi enviado a Cuba como capitão-general em abril de 1879 e esteve envolvido na Pequena Guerra. Ele voltou para a Espanha em novembro de 1881 e serviu como Capitão General da Catalunha e Extremadura.